# Giải vô địch bóng đá Nam Á
Giải vô địch bóng đá Nam Á, còn được gọi là Cúp Liên đoàn bóng đá Nam Á (trước đây Cúp vàng Liên đoàn bóng đá Nam Á), là giải bóng đá quan trọng dành cho các đội tuyển bóng đá nam được tổ chức bởi Liên đoàn bóng đá Nam Á. Tiền thân của giải đấu là Cúp vàng Hiệp hội Hợp tác khu vực Nam Á năm 1993 và Cúp vàng Nam Á vào năm 1995. Tám đội tuyển tranh tài tại giải đấu này.

## Lịch sử
Các quốc gia tranh tài tại giải đấu là Ấn Độ, Bangladesh, Bhutan, Maldives, Nepal, Pakistan và Sri Lanka. Giải đấu được tổ chức hai năm một lần. Afghanistan gia nhập SAFF năm 2005 rồi rời đi năm 2015.
Giải vô địch bóng đá Liên đoàn bóng đá Nam Á (SAFF) được khởi tranh tại Kathmandu năm 1997, được coi là hậu thân của, Cúp vàng Hiệp hội Hợp tác khu vực Nam Á (SAARC). Kể từ đó giải được diễn ra hai năm một lần nâng tầm phát triển bóng đá đỉnh cao của khu vực Nam Á. Giải đấu năm 2001 được rời từ tháng 10/11, 2001 sang 1/2, 2002 do Liên đoàn bóng đá Bangladesh nhận án phạt từ FIFA; giải đấu cuối cùng được diễn ra năm 2003. Giải năm 2017 sẽ được diễn ra tại Bangladesh.

## Tổng quan giải đấu
| Năm           | Chủ nhà    | Chung kết    | Chung kết   | Chung kết    | Tranh hạng ba | Tranh hạng ba | Tranh hạng ba |
| Năm           | Chủ nhà    | Vô địch      | Tỉ số       | Á quân       | Hạng ba       | Tỉ số         | Hạng tư       |
| ------------- | ---------- | ------------ | ----------- | ------------ | ------------- | ------------- | ------------- |
| 1993 Chi tiết | Pakistan   | · Ấn Độ      | [1]         | · Sri Lanka  | · Nepal       | [1]           | · Pakistan    |
| 1995 Chi tiết | Sri Lanka  | · Sri Lanka  | 1–0         | · Ấn Độ      | · Bangladesh  | [1]           | · Nepal       |
| 1997 Chi tiết | Nepal      | · Ấn Độ      | 5–1         | · Maldives   | · Pakistan    | 1–0           | · Sri Lanka   |
| 1999 Chi tiết | Ấn Độ      | · Ấn Độ      | 2–0         | · Bangladesh | · Maldives    | 2–0           | · Nepal       |
| 2003 Chi tiết | Bangladesh | · Bangladesh | 1–1 (5–3 p) | · Maldives   | · Ấn Độ       | 2–1           | · Pakistan    |

Từ giải đấu năm 2005, không còn diễn ra các trận đấu tranh hạng ba chính thứ. Do đó, không có vị trí hạng ba và hạng tư chính thức. Các đội lọt vào bán kết được xếp theo thứ tự bảng chữ cái.
| Năm           | Chủ nhà              | Chung kết     | Chung kết    | Chung kết     | Thua tại bán kết [2]    | Thua tại bán kết [2]    | Thua tại bán kết [2]    |
| Năm           | Chủ nhà              | Vô địch       | Tỉ số        | Á quân        | Thua tại bán kết [2]    | Thua tại bán kết [2]    | Thua tại bán kết [2]    |
| ------------- | -------------------- | ------------- | ------------ | ------------- | ----------------------- | ----------------------- | ----------------------- |
| 2005 Chi tiết | Pakistan             | · Ấn Độ       | 2–0          | · Bangladesh  | Maldives và Pakistan    | Maldives và Pakistan    | Maldives và Pakistan    |
| 2008 Chi tiết | Maldives & Sri Lanka | · Maldives    | 1–0          | · Ấn Độ       | Bhutan và Sri Lanka     | Bhutan và Sri Lanka     | Bhutan và Sri Lanka     |
| 2009 Chi tiết | Bangladesh           | · Ấn Độ       | 0–0 (3–1 p)  | · Maldives    | Bangladesh và Sri Lanka | Bangladesh và Sri Lanka | Bangladesh và Sri Lanka |
| 2011 Chi tiết | Ấn Độ                | · Ấn Độ       | 4–0          | · Afghanistan | Maldives và Nepal       | Maldives và Nepal       | Maldives và Nepal       |
| 2013 Chi tiết | Nepal                | · Afghanistan | 2–0          | · Ấn Độ       | Maldives và Nepal       | Maldives và Nepal       | Maldives và Nepal       |
| 2015 Chi tiết | Ấn Độ                | · Ấn Độ       | 2–1 (s.h.p.) | · Afghanistan | Maldives và Sri Lanka   | Maldives và Sri Lanka   | Maldives và Sri Lanka   |
| 2018 Chi tiết | Bangladesh           | · Maldives    | 2–1          | · Ấn Độ       | Nepal và Pakistan       | Nepal và Pakistan       | Nepal và Pakistan       |
| 2021 Chi tiết | Maldives             | · Ấn Độ       | 3–0          | · Nepal       | · Maldives[3]           |                         | · Bangladesh            |
| 2023          | Ấn Độ                | · Ấn Độ       | 1–1 (5–4 p)  | · Kuwait      | Bangladesh và Liban     | Bangladesh và Liban     | Bangladesh và Liban     |
| 2026          |                      |               |              |               |                         |                         |                         |

### Các đội tham dự
Chú thích
- 1st – Vô địch
- 2nd – Á quân
- 3rd – Hạng ba
- 4th – Hạng tư
- SF – Bán kết[a]
- GS – Vòng bảng
- q – Vượt qua vòng loại cho giải đấu sắp tới
- — Chủ nhà
- ×  – Không tham dự
- •  – Không vượt qua vòng loại
- ×  – Bỏ cuộc trước khi tham dự vòng loại
- DQ – Bị xử thua
- — Bỏ cuộc/Bỏ cuộc khi tham dự vòng loại
- — Không còn là thành viên của SAFF

| Đội tuyển            | 1993                             | 1995                             | 1997                             | 1999                             | 2003 | 2005 | 2008 | 2009 | 2011 | 2013 | 2015 | 2018                | 2021                | 2023                | 2025                | Tổng cộng |
| -------------------- | -------------------------------- | -------------------------------- | -------------------------------- | -------------------------------- | ---- | ---- | ---- | ---- | ---- | ---- | ---- | ------------------- | ------------------- | ------------------- | ------------------- | --------- |
| Bangladesh           | ×                                | SF                               | GS                               | 2nd                              | 1st  | 2nd  | GS   | SF   | GS   | GS   | GS   | GS                  | GS                  | SF                  | Q                   | 13        |
| Bhutan               | Chưa phải là thành viên của SAFF | Chưa phải là thành viên của SAFF | Chưa phải là thành viên của SAFF | Chưa phải là thành viên của SAFF | GS   | GS   | SF   | GS   | GS   | GS   | GS   | GS                  | ×                   | GS                  | Q                   | 9         |
| Ấn Độ2               | 1st                              | 2nd                              | 1st                              | 1st                              | 3rd  | 1st  | 2nd  | 1st  | 1st  | 2nd  | 1st  | 2nd                 | 1st                 | 1st                 | Q                   | 14        |
| Maldives             | ×                                | ×                                | 2nd                              | 3rd                              | 2nd  | SF   | 1st  | 2nd  | SF   | SF   | SF   | 1st                 | GS                  | GS                  | Q                   | 12        |
| Nepal                | 3rd                              | SF                               | GS                               | 4th                              | GS   | GS   | GS   | GS   | SF   | SF   | GS   | SF                  | 2nd                 | GS                  | Q                   | 14        |
| Pakistan             | 4th                              | GS                               | 3rd                              | GS                               | 4th  | SF   | GS   | GS   | GS   | GS   | ×    | SF                  | DQ                  | GS                  | Q                   | 12        |
| Sri Lanka            | 2nd                              | 1st                              | 4th                              | GS                               | GS   | GS   | SF   | SF   | GS   | GS   | SF   | GS                  | GS                  | DQ                  | Q                   | 13        |
| Thành viên cũ        |                                  |                                  |                                  |                                  |      |      |      |      |      |      |      |                     |                     |                     |                     |           |
| Afghanistan3         | Chưa phải là thành viên của SAFF | Chưa phải là thành viên của SAFF | Chưa phải là thành viên của SAFF | Chưa phải là thành viên của SAFF | GS   | GS   | GS   | GS   | 2nd  | 1st  | 2nd  | Thành viên của CAFA | Thành viên của CAFA | Thành viên của CAFA | Thành viên của CAFA | 7         |
| Thành viên khách mời |                                  |                                  |                                  |                                  |      |      |      |      |      |      |      |                     |                     |                     |                     |           |
| Kuwait4              | ×                                | ×                                | ×                                | ×                                | ×    | ×    | ×    | ×    | ×    | ×    | ×    | ×                   | ×                   | 2nd                 | ×                   | 1         |
| Liban4               | ×                                | ×                                | ×                                | ×                                | ×    | ×    | ×    | ×    | ×    | ×    | ×    | ×                   | ×                   | SF                  | ×                   | 1         |

1Trận tranh hạng ba không được tổ chức vào năm 1995 và cũng không được tổ chức kể từ năm 2003 trở đi.
2Bao gồm Đội tuyển bóng đá U-23 quốc gia Ấn Độ.
3Lẻoq Rời khỏi SAFF và tham gia CAFA vào năm 2015.
4Đội khách mời từ WAFF.

### Thống kê
Tính đến  năm 2023.
| Xếp hạng | Đội         | TD | ST | T  | H  | B  | BT  | BB  | HS  | Đ   |
| -------- | ----------- | -- | -- | -- | -- | -- | --- | --- | --- | --- |
| 1        | Ấn Độ1      | 14 | 62 | 39 | 15 | 8  | 108 | 38  | +70 | 132 |
| 2        | Maldives    | 12 | 50 | 25 | 11 | 14 | 98  | 52  | +46 | 86  |
| 3        | Bangladesh  | 13 | 46 | 18 | 12 | 16 | 52  | 47  | +5  | 66  |
| 4        | Nepal       | 14 | 46 | 14 | 7  | 25 | 51  | 68  | −17 | 49  |
| 5        | Sri Lanka   | 13 | 41 | 13 | 7  | 21 | 48  | 65  | −17 | 46  |
| 6        | Pakistan    | 12 | 39 | 12 | 8  | 19 | 32  | 51  | −19 | 44  |
| 7        | Afghanistan | 7  | 27 | 12 | 4  | 11 | 48  | 42  | +6  | 40  |
| 8        | Kuwait      | 1  | 5  | 3  | 2  | 0  | 9   | 2   | +7  | 11  |
| 9        | Liban       | 1  | 4  | 3  | 1  | 0  | 7   | 1   | +6  | 10  |
| 10       | Bhutan      | 9  | 27 | 1  | 1  | 25 | 15  | 102 | −87 | 4   |

1Bao gồm Đội tuyển bóng đá U-23 quốc gia Ấn Độ.

## Thành tích

### Các quốc gia lọt vào top 4
| Quốc gia     | Vô địch                                                  | Á quân                     | Hạng 3         | Hạng 4         | Bán kết                    |
| ------------ | -------------------------------------------------------- | -------------------------- | -------------- | -------------- | -------------------------- |
| Ấn Độ        | 9 (1993, 1997, 1999, 2005, 2009, 2011, 2015, 2021, 2023) | 4 (1995, 2008, 2013, 2018) | 1 (2003)       | –              | –                          |
| Maldives     | 2 (2008, 2018)                                           | 3 (1997, 2003, 2009)       | 2 (1999, 2021) | –              | 4 (2005, 2011, 2013, 2015) |
| Bangladesh   | 1 (2003)                                                 | 2 (1999, 2005)             | 1 (1995)       | 1 (2021)       | 3 (1995, 2009, 2023)       |
| Afghanistan* | 1 (2013)                                                 | 2 (2011, 2015)             | –              | –              | –                          |
| Sri Lanka    | 1 (1995)                                                 | 1 (1993)                   | –              | 1 (1997)       | 3 (2008, 2009, 2015)       |
| Nepal        | –                                                        | 1 (2021)                   | 1 (1993)       | 2 (1995, 1999) | 3 (2011, 2013, 2018)       |
| Kuwait3      | –                                                        | 1 (2023)                   | –              | –              | –                          |
| Pakistan     | –                                                        | –                          | 1 (1997)       | 2 (1993, 2003) | 2 (2005, 2018)             |
| Bhutan       | –                                                        | –                          | –              | –              | 1 (2008)                   |
| Liban3       | –                                                        | –                          | –              | –              | 1 (2023)                   |

In đậm = Chủ nhà
* = Không còn là thành viên của SAFF
3 = Đội khách mời từ WAFF

## Danh sách ghi bàn hàng đầu
| Năm  | Cầu thủ          | Bàn thắng |
| ---- | ---------------- | --------- |
| 1993 | không rõ         | NA        |
| 1995 | Mohamed Amanulla | 3         |
| 1997 | I. M. Vijayan    | 6         |
| 1999 | Naresh Joshi     | 3         |
| 1999 | Baichung Bhutia  | 3         |
| 1999 | Mihazur Rehman   | 3         |
| 1999 | Mohamed Wildhan  | 3         |
| 2003 | Sarfraz Rasool   | 4         |
| 2005 | Ibrahim Fazeel   | 3         |
| 2005 | Ali Ashfaq       | 3         |
| 2005 | Ahmed Thariq     | 3         |
| 2008 | Harez Habib      | 4         |
| 2009 | Enamul Haque     | 4         |
| 2009 | Ahmed Thariq     | 4         |
| 2009 | E. B. Channa     | 4         |
| 2011 | Sunil Chhetri    | 7         |
| 2013 | Ali Ashfaq       | 10        |
| 2015 | Khaibar Amani    | 4         |
| 2018 | Manvir Singh     | 3         |

| Thứ hạng | Quốc gia | Cầu thủ         | Số bàn thắng |
| -------- | -------- | --------------- | ------------ |
| 1        | Maldives | Ali Ashfaq      | 20           |
| 2        | Ấn Độ    | Sunil Chhetri   | 13           |
| 3        | Ấn Độ    | Baichung Bhutia | 12           |
| 4        | Ấn Độ    | I. M. Vijayan   | 10           |
| 4        | Maldives | Ibrahim Fazeel  | 10           |
| 4        | Maldives | Ahmed Thariq    | 10           |